# Tomioka (Fukushima)
Tomioka (富岡町, Tomioka-machi) é uma cidade japonesa localizada na província de Fukushima. Em 2020 a cidade tinha a população estimada em 1.489 habitantes em 5.578 domicílios e a sua densidade populacional é de 21,8 pessoas por km², embora a população atual residente seja consideravelmente menor do que em 2010. A área total da cidade é de 68,39 km.

## Geografia
Tomioka está localizado na região costeira do Oceano Pacífico, região central da província de Fukushima.
A cidade de Tomioka está dividida em dois distritos principais, cada um com sua própria estação ferroviária. Ao sul fica Tomioka, que é a área principal. Ao norte, no topo da colina, fica Yonomori, um bairro menor e mais recente. Embora as duas áreas operem sob o mesmo governo, a distância física faz com que pareçam duas cidades separadas.

## Municípios vizinhos

### Prefeitura de Fukushima
- Kawauchi
- Naraha
- Ōkuma

## Demografia
De acordo com os dados do censo japonês, a população de Tomoka permaneceu relativamente estável até o desastre nuclear.

## Clima
Tomioka tem um clima continental úmido (Köppen Cfa ) caracterizado por verões amenos e invernos frios com fortes nevascas. A temperatura média anual em Tomioka é 12.5 °C. A precipitação média anual é de 1329 mm sendo setembro o mês mais chuvoso. A temperatura média do mês de Agosto, o mês mais quente do ano, é de 24,4. °C, e o mais baixo em janeiro, em torno de 2,0 °C.

## História
A área da atual cidade de Tomioka fazia parte da Província de Mutsu . Os restos mortais dos túmulos do período Kofun foram encontrados na área. Durante o período Edo, era originalmente parte do Domínio Iwakitaira, mas a partir de 1747 foi dividido entre o Domínio Tanagura, o Domínio Tako e o território tenryō diretamente sob o shogunato Tokugawa . Após a restauração de Meiji, em 1º de abril de 1889, a vila de Tomioka foi criada no distrito de Naraha, Fukushima, com o estabelecimento do moderno sistema municipal. O distrito de Naraha tornou-se distrito de Futaba em abril de 1896. Tomioka foi elevada à categoria de cidade em 1º de março de 1900. Ela se fundiu com a cidade vizinha de Futaba em 31 de março de 1955.

### Sismo e tsunami de Tōhoku em 2011
Tomioka foi gravemente afetado pelo desastre nuclear de Fukushima Daiichi e pelo terremoto e tsunami Tōhoku de 2011 em 11 de março de 2011. Além de sofrer danos consideráveis com o terremoto e o tsunami (que devastou a área costeira), a cidade foi evacuada em massa na manhã de 12 de março, pois está localizada dentro do raio de exclusão de 20 quilômetros ao redor da usina nuclear danificada de Fukushima Daiichi . Apenas um homem, Naoto Matsumura, agricultor de arroz de quinta geração, com seu cachorro, se recusou a sair e ficou para alimentar os animais de estimação e o gado deixados para trás em sua vizinhança com suprimentos doados por grupos de apoio.
Em 25 de março de 2013, a zona de evacuação nuclear em Tomioka foi suspensa pelo governo central, e a cidade foi dividida em três áreas de acordo com os diferentes níveis de radiação. No entanto, o governo da cidade decidiu manter a evacuação no local por pelo menos mais quatro anos devido à necessidade de reconstruir a infraestrutura danificada. Na zona com os níveis de radiação mais altos, os residentes não terão permissão para voltar para casa por pelo menos cinco anos. Pessoas que não sejam residentes registrados estão proibidas de entrar. Esta zona, que abrange a parte nordeste da cidade, tinha cerca de 4.500 habitantes. A parte central da cidade, que costumava ter 10.000 moradores, foi designada como zona de restrição de residência, na qual os moradores podem retornar somente durante o dia, mas terão que sair à noite. A zona restante, que cobre principalmente o sul de Tomioka, tinha cerca de 1.500 residentes, e há a expectativa de que as restrições restantes sejam suspensas.
No entanto, em uma pesquisa realizada em 2013, cerca de 40% dos residentes da cidade responderam que haviam decidido nunca mais voltar a cidade e 43% estavam indecisos. As preocupações com a exposição à radiação e a perda de dinheiro de compensação da TEPCO caso decidissem voltar, juntamente com a incerteza sobre se conseguiriam ou não ganhar a vida em Tomioka foram os principais problemas. Em 1º de abril de 2017, a ordem de evacuação foi suspensa para a maior parte da cidade, exceto para as áreas do nordeste, permitindo o retorno de muitos residentes.

## Economia
A economia de Tomioka depende fortemente da pesca comercial e da agricultura.

## Educação

### Escolas de ensino médio
Tomioka, a Escola Secundária da Prefeitura de Fukushima (fundada em 1950) é a única escola secundária da cidade.

### Escolas secundárias
Há duas escolas públicas de segundo grau em Tomioka - Tomioka 1st Junior High School e Tomioka 2nd Junior High School.

### Escolas primárias
Existem duas escolas públicas de ensino fundamental em Tomioka - Tomioka 1º Ensino Fundamental e Tomioka 2º Ensino Fundamental.

## Transporte

### Ferrovias
JR Leste - Linha Jōban
- Tomioka – Yonomori

### Rodovias
- Tomioka Interchange
- Rota Nacional 6

## Atrações turisticas

### Usina Nuclear Fukushima Daini
A Usina Nuclear de Fukushima Daini é uma usina nuclear localizada em um local de 1,500,000 m2 (370 acres) entre Tomioka e Naraha, administrada pela Tokyo Electric Power Company (TEPCO). Após o terremoto e tsunami de Tōhoku em 2011, os quatro reatores desligaram automaticamente e a planta permanece offline.

### Santuário Hayama
O principal santuário xintoísta em Tomioka é o santuário Hayama, onde um festival do fogo era realizado para orar por uma boa colheita. O santuário é conhecido como "Número 33, o trigésimo terceiro santuário em um caminho de peregrinação que atravessa o país.

### Complexo de escritórios do governo de Tomioka
Este complexo consistia em três edifícios ligados por passarelas e um mini parque. O prédio central abrigava os escritórios do governo da cidade. Do lado esquerdo do complexo encontra-se um edifício que outrora albergava um grande auditório e a biblioteca pública da cidade. O lado direito do complexo apresentava um pequeno centro de saúde. Todo o complexo está localizado ao norte de onde a linha de trem Joban cruza a Rota 6 e está do outro lado da rodovia do Centro Esportivo Tomioka.

### Parque Yonomori
Este parque era muito popular na primavera, quando as flores de cerejeira estão florescendo. Muitos moradores vieram para ver as flores e desfrutar da atmosfera do festival. Durante o Cherry Blossom Festival, havia muitas barracas de comida, bugigangas e jogos. A cidade é famosa por ter um dos maiores túneis de flores de cerejeira do Japão.

### Tomioka Sports Center
Localizado entre a Rota 6 e o Oceano Pacífico, este centro esportivo continha várias quadras de tênis e um campo de beisebol, entre outras atrações. As instalações podem ser alugadas por hora por um preço muito razoável. Alguns clubes esportivos locais se reuniram aqui.

### Refre
Localizada na interseção de duas estradas com túneis de flores de cerejeira, Refre (リ フ レ) era um ponto de encontro popular. As suas instalações incluem uma sala de conferências com capacidade para centenas de pessoas, um hotel, um centro de fitness, uma fonte termal, uma piscina interior aquecida para natação e uma piscina interior / exterior para uso geral, embora a segunda piscina esteja fechada durante os meses de inverno.

### Tomioka Beach
Durante os meses de verão que antecederam a Obon, uma praia foi aberta para natação pública. Depois de Obon, porém, a praia foi fechada devido à grande população de medusas. A praia fica a uma curta distância da estação Tomioka.

## Cidades Gêmeas
- New Zealand – Auckland, Nova Zelândia, desde 6 de Dezembro de 1983
- China – Haiyan County, Zhejiang, desde 20 de Junho de 1995